# وزارت مدیریت منطقه‌ای و زیرساخت‌های جمهوری ارمنستان
وزارت مدیریت منطقه‌ای و زیرساخت‌های جمهوری ارمنستان (ارمنی: ՀՀ տարածքային կառավարման և ենթակառուցվածքների նախարարություն)، یک نهاد جمهوری‌خواه از مراجع و مسئولان اجرایی قوه مجریه است که سیاست‌های دولت ارمنستان را در بخش دولت محلی و زیرساخت‎ها را  تهیه و اجرا می‌کند. از ۲۰۲۱ گنل سانوسیان در راس این وزارت‌خانه قرار دارد.

## وزیران پیشین
| تصویر | نام وزیر          | شروع وزارت | پایان وزارت | حزب                    |
| ----- | ----------------- | ---------- | ----------- | ---------------------- |
|       | روبیک بارسقیان    | ۱۹۹۵       | ۱۹۹۶        |                        |
|       | گالوست گامازیان   | ۱۹۹۶       | ۱۹۹۸        |                        |
|       | گاگیک مارتیروسیان | ۱۹۹۸       |             |                        |
|       | داویت زادویان     | ۱۹۹۸       | ۱۹۹۹        |                        |
|       | خسرو هاروتیونیان  | ۱۹۹۹       | ۲۰۰۰        |                        |
|       | لئونید هاکوبیان   | ۲۰۰۰       |             |                        |
|       | هوویک آبراهامیان  | ۲۰۰۰       | ۲۰۰۸        |                        |
|       | آرمن گئورگیان     | ۲۰۰۸       | ۲۰۱۴        |                        |
|       | آرمن یریتسیان     | ۲۰۱۴       | ۲۰۱۶        | حزب کشور قانونمند      |
|       | داویت لوکیان      | ۲۰۱۶       | ۲۰۱۸        | فدراسیون انقلابی ارمنی |
|       | سورن پاپیکیان     | ۲۰۱۸       | ۲۰۲۱        |                        |
|       | گنل سانوسیان      | ۲۰۲۱       | ۲۰۲۴        |                        |
|       | داویت خوداتیان    | ۲۰۲۴       |             |                        |